# شينسوكي ساكيموتو
شينْسوكي ساكيموتو (باليابانية: 嵜本 晋輔) (14 أبريل 1982 في أوساكا في اليابان – )؛ هو لاعب كرة قدم ياباني سابق كان يلعب كلاعب وسط.

## وصلات خارجية
- شينسوكي ساكيموتو على موقع رابطة كرة القدم اليابانية للمحترفين (اليابانية)
- شينسوكي ساكيموتو على موقع عالم كرة القدم.نت (الإنجليزية)